# قائمة مواقع التراث العالمي في ألبانيا

مواقع التراث العالمي هي معالم تقوم لجنة التراث العالمي في اليونسكو بترشيحها لتُدرج ضمن برنامج مواقع التراث الإنساني العالمي الذي تديره اليونسكو. هذه المعالم قد تكون طبيعية، كالغابات وسلاسل الجبال، وقد تكون من صنع بشري، كالمعالم المعمارية من جسور أو سدود ومدن وغيرها، وقد تجمع بين الاثنين. وقد أقر المؤتمر العام لليونسكو في دورته السابعة عشرة في باريس في 16 نوفمبر 1972، الاتفاقية المتعلقة بحماية التراث العالمي الثقافي والطبيعي. تسعى هذه الاتفاقية إلى أن تحافظ للإنسانية وللأجيال القادمة على الآثار الطبيعية والثقافية التي لها قيمة عالمية واستثنائية. صادقت ألبانيا على هذه الاتفاقية في 10 يوليو 1989، مما جعل مواقعها التاريخية مؤهلة لإدراجها في قائمة التراث العالمي.
اعتبارًا من عام 2019، كانت هناك أربعة مواقع في ألبانيا مُدرجة في القائمة الرئيسية وأربعة مواقع أخرى في القائمة المؤقتة. أول موقع في ألبانيا أضيف إلى القائمة كان مدينة بوترنت القديمة، والتي أُدرِجت في الدورة السادسة عشرة لليونسكو في عام 1992. وأُدرِج المركز التاريخي لمدينة غيروكاستر في عام 2005، باسم متحف مدينة غيروكاستر. في عام 2008، أُضيف المركز التاريخي لمدينة بيرات إلى الموقع، فتشكّل ما يُسمى المراكز التاريخية لبيرات وغيروكاستر. في عام 2017، أُدرِجت منطقتا نهر غاشي وراجو كجزء من موقع غابات الزان القديمة والبدائية في منطقة الكاربات ومناطق أخرى من أوروبا الذي تشترك فيه ألبانيا مع 11 دولة أخرى. في عام 2019، وُسِع موقع التراث الطبيعي والثقافي في منطقة أوخريد، وهو أحد مواقع التراث العالمي في مقدونيا الشمالية منذ عام 1979، ليشمل الجزء الألباني من البُحيرة.

## مواقع التراث العالمي
يتم اختيار الموقع بناءً على معايير الاختيار وهذه المعايير إما معايير ثقافية: (أولًا)، (ثانيًا)، (ثالثًا)، (رابعًا)، (خامسًا)، (سادسًا)، أو معايير طبيعية (سابعًا)، (ثامنًا)، (تاسعًا)، (عاشرًا). في بعض الأحيان تكون هاته المعايير مُختلطة بين ما هُو ثقافي وما هُو طبيعي.
| الموقع                                                                             | الصورة             | الموقع (المقاطعة) | سنة التسجيل | \|المعيار               | الوصف |
| ---------------------------------------------------------------------------------- | ------------------ | ----------------- | ----------- | ----------------------- | --- |
| بوترنت                                                                             | بوترنت             | فلوره             | 1992        | 570; iii (ثقافي)        | كانت بوترنت (باللاتينية: Buthrōtum) مدينة يونانية قديمة، ثم مدينة رومانية ومقرًا للأسقفية الرومانية المتأخرة. بعد فترة من التخلي عنها احتلها كل من البيزنطيون وآل أنجو الكابيتيون والبندقيون. تم التخلي عنها أخيرًا في أواخر العصور الوسطى. تشمل المواقع الأثرية البارزة المسرح اليوناني، ومعمودية تعود إلى أواخر العصور القديمة، وكاتدرائية ترجع إلى القرن التاسع، وحصون ترجع للمُدة من فترة الحكم اليوناني إلى العصور الوسطى. |
| المراكز التاريخية لبيرات وغيروكاستر                                                | Berat              | بيرات، غيروكاستر  | 2005        | 569; iii, iv (ثقافي)    | تُعد بيرات وجيروكاستر من الأمثلة النادرة والنموذجية للهندسة المعمارية خلال الحقبة العثمانية. تشهد بيرات على تعايش العديد من الطوائف الدينية والثقافية المختلفة على مر القرون. تضم المدينة قلعة تاريخية تم بناء مُعظمها في القرن 13، على الرغم من أن تاريخها يعود إلى القرن الرابع قبل الميلاد. تضُم المنطقة المُحيطة بالقلعة العديد من الكنائس البيزنطية، ترجع بشكل رئيسي إلى القرن الثالث عشر، بالإضافة إلى العديد من المساجد التي بُنيت في القرن الخامس عشر. تتميز غيروكاستر بسلسلة من المنازل المُكونة من طابقين والتي تم بناؤها في القرن السابع عشر. تحتفظ المدينة أيضا ببازار ومسجد يعود للقرن الثامن عشر وكنيستين ترجعان لنفس الفترة. |
| غابات الزان القديمة والبدائية في منطقة الكاربات ومناطق أخرى من أوروبا [الإنجليزية] | Valley near Llange | كوكس، إلباسان     | 2017        | 1133; ix (طبيعي)        | هذا الموقع الحدودي المُشترك مع كل من (النمسا وبلجيكا وبلغاريا وكرواتيا وألمانيا وإيطاليا ورومانيا وسلوفاكيا وسلوفينيا وإسبانيا وأوكرانيا) يشمل نهر غاشي في تروبويو شمال شرق ألبانيا، وغابات الزان القديمة في رايتسه [الإنجليزية] في برينياسي [الإنجليزية] وسط ألبانيا. إنها تُظهر عملية التوسع لمثل هذه الغابات بعد العصر الهولوسيني وتعرض الأنماط والعمليات البيئية الأكثر اكتمالًا وشمولًا لعينات نقية ومختلطة من خشب الزان الأوروبي عبر مجموعة متنوعة من الظروف البيئية. |
| التراث الطبيعي والثقافي لمنطقة أوخريد*                                             |                    | كورتشي            | 2019        | i, iii, iv, vii (مُختلط) | الموقع هو امتداد للموقع الذي تم تسجيله في مقدونيا الشمالية منذ عام 1979. في القرن الخامس قبل الميلاد، كانت المنطقة المُحيطة بمدينة بوغراديس على ضفاف بحيرة أوهريد يسكُنُها الإليريون، وسكنها الرومان والسلاف فيما بعد. آثار الطريق الروماني فيا إغناتيا [الإنجليزية] هي دليل على طريق عبور مهم في المنطقة. تكشف أنقاض كنيسة لين القديمة المسيحية مع فسيفساء أرضيتها عن وجود المسيحية في المنطقة. يمثل المركز التاريخي لبوغراديس مثالًا على العمارة الألبانية العامية من القرن التاسع عشر إلى القرن العشرين. |

## القائمة المؤقتة
القائمة الارشادية المؤقتة لمواقع التراث العالمي، أو القائمة المؤقتة لمواقع التراث العالمي. (بالإنجليزية: Tentative List)‏، هي جرد لخصائص موقع ما لكل دولة على حدى التي تعتزم كل دولة طرف أن تنظر في ترشيحها. وهي خطوة ضرورية لولوج اللائحة الرسمية لمواقع التراث العالمي حسب اليونسكو، يتم المصادقة عليها من طرف لجنة التراث العالمي.
وهذه لائحة مواقع التراث العالمي في القائمة المؤقتة لليونسكو الخاصة بدولة ألبانيا. والتي تضم 4 مواقع إلى غاية 2018، والمرتبة حسب تاريخ إدراجها كالتالي:
| الموقع                                       | الضورة | الموقع (المقاطعة) | سنة التسجيل | \|المعيار          | الوصف |
| -------------------------------------------- | ------ | ----------------- | ----------- | ------------------ | --- |
| مدرج دراس [الإنجليزية]                       |        | دوريس             | 1996        | v (ثقافي)          | كان المُدرج الروماني في دراس الأكبر في منطقة البلقان. يتميز المُدرج بشكل بيضاوي الشكل بأطول محور يبلغ طوله 136 متر (446 قدم) وارتفاع يبلغ 20 متر (66 قدم). كانت القدرة الاستيعابية للمُدرج تصل إلى 20 ألف مُتفرج. بعد القرن الرابع الميلادي، أصبح المدرج خارج الخدمة وتم التخلي عنه بشكل تدريجي. بدأت الحفريات في الموقع في عام 1966. |
| المقابر الملكية في سيلكا السفلى [الإنجليزية] |        | كورتشي            | 1996        | iii (ثقافي)        | تقع المقابر الإيليرية بالقرب من بلدة بوغراديس بالقرب من قرية سيلكا السفلى [الإنجليزية]. مُعظم المقابر تم إنشاؤُها في القرن الثالث قبل الميلاد حيث تم حفرها في الصخر. في البداية تم تشييد المقابر وتخصيصًها لدفن ملوك الإليريين، لكن بعض المقابر أُعيد استخدامها في وقت لاحق. |
| مدينة أبولونيا القديمة                       |        | فيير              | 2014        | ii, iii, x (مُختلط) | يُحتمل أن مدينة أبولونيا تم تأسيسها في القرن السادس قبل الميلاد من قبل اليونانيين الذين قدمُوا من كورفو وكورنث. ازدهرت المدينة بشكل كبير في القرن الرابع قبل الميلاد وكانت مركزًا تجاريًا واقتصاديًا مهمًا، وهي واحدة من أهم مدن حوض البحر الأدرياتيكي. خلال العصر الروماني، كانت واحدة من بوابات طريق فيا إغناتيا [الإنجليزية]. طوال وجودها، حافظت المدينة في ثقافتها وتطورها العام على الطابع اليوناني، كما حافظت المدينة كذلك على علاقة وثيقة مع المناطق الداخلية الإليرية. تم التخلي عن المدينة خلال العصور الوسطى. |
| قلعة باشتوفي                                 |        | تيرانا            | 2017        | iv (ثقافي)         | وفقا للمصادر العثمانية، فالقلعة بناها البُندقيون للحفاظ على أمن الطرق المُهمة. غزا العثمانيون القلعة سنة 1478 وقاموا بتعديلات هيكلية عليها. كانت القلعة مُستطيلة الشكل، 60 متر (200 قدم) x 90 متر (300 قدم)، ولها 3 مداخل رئيسية. لا يزال بُرجين دائريين وبُرجا مستطيل الشكل قائمين إلى يومنا هذا. |